# فرودگاه احمد خانی آغری
فرودگاه احمد خانی آغری (به انگلیسی: Ağrı Airport) (به زبان بومی: Ağrı Ahmed-i Hani Havalimanı (زبان ترکی استانبولی)) یک فرودگاه همگانی با کد یاتا AJI و کد ایکائو LTCO است که یک باند فرود آسفالت دارد و طول باند آن ۲۰۰۰ متر است. این فرودگاه در شهر آغری کشور ترکیه قرار دارد و در ارتفاع ۱۶۶۵ متری از سطح دریا واقع شده‌است.

## شرکت‌های هواپیمایی و مقصدهای پروازی
| شرکت‌های هواپیمایی                  | مقصدهای پروازی |
| ---------------------------------- | -------------- |
| ترکیش ایرلاینز                     | آتاترک         |
| ترکیش ایرلاینز اجرا توسط آنادولوجت | اسن‌بوغا        |

## تغییر نام فرودگاه
در روز ۲۲ ژوئن ۲۰۱۵ هیئت وزیران ترکیه به صورت رسمی نام فرودگاه آگری را به فرودگاه احمد خانی تغییر داد.